# Schmorda
Schmorda là một đô thị ở huyện Saale-Orla, bang Thüringen, Đức. Đô thị này có diện tích 4,84 km2, dân số thời điểm ngày 31 tháng 12 năm 2006 là 83 người.